# Japán cickányvakondok
A japán cickányvakondok (Urotrichini) az emlősök (Mammalia) osztályának Eulipotyphla rendjébe, ezen belül a vakondfélék (Talpidae) családjába tartozó nemzetség.

## Rendszerezés
A nemzetségbe az alábbi 2 élő nem tartozik:
- Dymecodon True, 1886 – 1 élő faj
  - japán hegyi cickányvakond (Dymecodon pilirostris) (True, 1886)
- Urotrichus Temminck, 1841 – 1 élő faj és 3 fosszilis faj

## Fordítás
- Ez a szócikk részben vagy egészben  az   Urotrichini című angol Wikipédia-szócikk ezen változatának fordításán alapul.  Az eredeti cikk szerkesztőit annak laptörténete sorolja fel. Ez a jelzés csupán a megfogalmazás eredetét és a szerzői jogokat jelzi, nem szolgál a cikkben szereplő információk forrásmegjelöléseként.